# Raymond Leplat
Raymond Leplat, eigentlich Baron Raymond LePlat, auch Raymond Le Plat oder Baron Raymond de Leplat (* um 1664; † vor dem 5. Mai 1742 in Dresden) war französischer Hugenotte, sächsischer Hofbeamter, Innenarchitekt (Ordonneur du Cabinet) und Museumsinspektor sowie Kunstsammler.
Raymond Leplat wurde 1698 zum Generalinspekteur der königlichen Sächsischen Sammlungen in Dresden ernannt.
Von 1718 bis 1720 führten Matthäus Daniel Pöppelmann und Raymond Leplat am Taschenbergpalais als Sitz der Kronprinzenfamilie Erweiterungs- und Einrichtungsarbeiten auf Veranlassung Augusts des Starken durch.
1722 erfolgte durch ihn eine Generalinventarisierung aller sich in der Kurfürstlichen Kunstkammer befindlichen wie auch über Schlösser und Kirchen verstreuten Bilder. Zur gleichen Zeit wurde Leplat beauftragt, mehrere Sammlungen aus der überfüllten Kunstkammer auszugliedern; u. a. eine Pretiosensammlung, die August der Starke bis 1723 als Schausammlung einrichten ließ (Grünes Gewölbe).
Von 1723 bis 1736 leitete der Hofbaumeister Pöppelmann den Umbau von Schloss Moritzburg, wobei Raymond Leplat die Gesamtplanung der Raumgestaltung innehatte.
1742 führte Leplat eine Revision der Generalinventarisierung aller inzwischen 4700 Gemälde durch. Ebenfalls im Jahr 1742 wurde er in den Reichsadelsstand erhoben.